# Gran Premio di superbike di Assen 2006
Il Gran Premio di superbike di Assen 2006 è stato la nona prova su dodici del campionato mondiale Superbike 2006, disputato il 3 settembre sul TT Circuit Assen nella sua nuova configurazione, in gara 1 ha visto la vittoria di Chris Walker davanti a Andrew Pitt e Michel Fabrizio, la gara 2 è stata vinta da Troy Bayliss che ha preceduto Andrew Pitt e Fonsi Nieto.
La vittoria nella gara valevole per il campionato mondiale Supersport 2006, disputatasi in due parti e il cui risultato è dovuto alla somma dei tempi delle due manches, è stata ottenuta da Kenan Sofuoğlu, mentre la gara della Superstock 1000 FIM Cup viene vinta da Claudio Corti e quella del campionato Europeo della classe Superstock 600 da Niccolò Canepa.

## Risultati

### Gara 1

#### Arrivati al traguardo[6]
| Pos. | Nº | Pilota             | Squadra                     | Motocicletta       | Giri | Tempo     | Griglia | Punti |
| ---- | -- | ------------------ | --------------------------- | ------------------ | ---- | --------- | ------- | ----- |
| 1º   | 9  | Chris Walker       | PSG-1 Kawasaki Corse        | Kawasaki ZX10R     | 22   | 44:23.501 | 13º     | 25    |
| 2º   | 88 | Andrew Pitt        | Yamaha Motor Italia WSB     | Yamaha YZF R1      | 22   | +0:04.965 | 8º      | 20    |
| 3º   | 84 | Michel Fabrizio    | D.F.X. Treme                | Honda CBR 1000RR   | 22   | +0:24.130 | 14º     | 16    |
| 4º   | 10 | Fonsi Nieto        | PSG-1 Kawasaki Corse 2      | Kawasaki ZX10R     | 22   | +0:36.968 | 9º      | 13    |
| 5º   | 3  | Norifumi Abe       | Yamaha Motor France-Ipone   | Yamaha YZF R1      | 22   | +0:37.178 | 18º     | 11    |
| 6º   | 76 | Max Neukirchner    | Alstare Eng. Corona Extra   | Suzuki GSXR1000 K6 | 22   | +0:37.324 | 23º     | 10    |
| 7º   | 57 | Lorenzo Lanzi      | Ducati Xerox                | Ducati 999 F06     | 22   | +0:40.930 | 10º     | 9     |
| 8º   | 44 | Roberto Rolfo      | Ducati SC - Caracchi        | Ducati 999 F05     | 22   | +0:41.857 | 26º     | 8     |
| 9º   | 31 | Karl Muggeridge    | Winston Ten Kate Honda      | Honda CBR 1000RR   | 22   | +0:53.382 | 6º      | 7     |
| 10º  | 52 | James Toseland     | Winston Ten Kate Honda      | Honda CBR 1000RR   | 22   | +0:55.869 | 7º      | 6     |
| 11º  | 8  | Ivan Clementi      | Team Pedercini              | Ducati 999 RS      | 22   | +1:39.835 | 21º     | 5     |
| 12º  | 99 | Steve Martin       | Foggy Petronas Racing       | Petronas FP1       | 22   | +1:59.724 | 11º     | 4     |
| 13º  | 38 | Shin'ichi Nakatomi | Yamaha Motor France-Ipone   | Yamaha YZF R1      | 21   | +1 giro   | 16º     | 3     |
| 14º  | 96 | Harry Van Beek     | Motoport Den Bosch - Suzuki | Suzuki GSXR1000 K2 | 21   | +1 giro   | 28º     | 2     |
| 15º  | 13 | Vittorio Iannuzzo  | Celani Team Suzuki Italia   | Suzuki GSXR1000 K6 | 17   | +5 giri   | 22º     | 1     |

#### Ritirati
| Nº | Pilota              | Squadra                     | Motocicletta       | Giri | Griglia |
| -- | ------------------- | --------------------------- | ------------------ | ---- | ------- |
| 25 | Joshua Brookes      | Kawasaki Bertocchi          | Kawasaki ZX10R     | 14   | 20º     |
| 41 | Noriyuki Haga       | Yamaha Motor Italia WSB     | Yamaha YZF R1      | 12   | 2º      |
| 21 | Troy Bayliss        | Ducati Xerox                | Ducati 999 F06     | 10   | 4º      |
| 71 | Yukio Kagayama      | Alstare Suzuki Corona Extra | Suzuki GSXR1000 K6 | 8    | 3º      |
| 16 | Sébastien Gimbert   | Yamaha Motor France-Ipone   | Yamaha YZF R1      | 8    | 15º     |
| 11 | Rubén Xaus          | Sterilgarda - Berik         | Ducati 999 F05     | 7    | 12º     |
| 1  | Troy Corser         | Alstare Suzuki Corona Extra | Suzuki GSXR1000 K6 | 6    | 1º      |
| 80 | Kurtis Roberts      | Team Pedercini              | Ducati 999 RS      | 5    | 27º     |
| 55 | Régis Laconi        | PSG-1 Kawasaki Corse        | Kawasaki ZX10R     | 5    | 17º     |
| 7  | Pierfrancesco Chili | D.F.X. Treme                | Honda CBR 1000RR   | 4    | 19º     |
| 20 | Marco Borciani      | Sterilgarda - Berik         | Ducati 999 F05     | 4    | 24º     |
| 4  | Alex Barros         | Klaffi Honda                | Honda CBR 1000RR   | 3    | 5º      |
| 18 | Craig Jones         | Foggy Petronas Racing       | Petronas FP1       | 0    | 25º     |

### Gara 2

#### Arrivati al traguardo[7]
| Pos. | Nº | Pilota          | Squadra                     | Motocicletta       | Giri | Tempo     | Griglia | Punti |
| ---- | -- | --------------- | --------------------------- | ------------------ | ---- | --------- | ------- | ----- |
| 1º   | 21 | Troy Bayliss    | Ducati Xerox                | Ducati 999 F06     | 22   | 37:29.307 | 4º      | 25    |
| 2º   | 88 | Andrew Pitt     | Yamaha Motor Italia WSB     | Yamaha YZF R1      | 22   | +0:09.342 | 8º      | 20    |
| 3º   | 10 | Fonsi Nieto     | PSG-1 Kawasaki Corse 2      | Kawasaki ZX10R     | 22   | +0:11.648 | 9º      | 16    |
| 4º   | 71 | Yukio Kagayama  | Alstare Suzuki Corona Extra | Suzuki GSXR1000 K6 | 22   | +0:12.743 | 3º      | 13    |
| 5º   | 11 | Rubén Xaus      | Sterilgarda - Berik         | Ducati 999 F05     | 22   | +0:12.811 | 12º     | 11    |
| 6º   | 57 | Lorenzo Lanzi   | Ducati Xerox                | Ducati 999 F06     | 22   | +0:19.845 | 10º     | 10    |
| 7º   | 4  | Alex Barros     | Klaffi Honda                | Honda CBR 1000RR   | 22   | +0:29.241 | 5º      | 9     |
| 8º   | 55 | Régis Laconi    | PSG-1 Kawasaki Corse        | Kawasaki ZX10R     | 22   | +0:34.085 | 17º     | 8     |
| 9º   | 52 | James Toseland  | Winston Ten Kate Honda      | Honda CBR 1000RR   | 22   | +0:42.113 | 7º      | 7     |
| 10º  | 84 | Michel Fabrizio | D.F.X. Treme                | Honda CBR 1000RR   | 22   | +0:51.815 | 14º     | 6     |
| 11º  | 99 | Steve Martin    | Foggy Petronas Racing       | Petronas FP1       | 22   | +0:53.608 | 11º     | 5     |
| 12º  | 44 | Roberto Rolfo   | Ducati SC - Caracchi        | Ducati 999 F05     | 22   | +0:56.132 | 26º     | 4     |
| 13º  | 31 | Karl Muggeridge | Winston Ten Kate Honda      | Honda CBR 1000RR   | 22   | +0:57.168 | 6º      | 3     |
| 14º  | 9  | Chris Walker    | PSG-1 Kawasaki Corse        | Kawasaki ZX10R     | 22   | +1:01.056 | 13º     | 2     |
| 15º  | 25 | Joshua Brookes  | Kawasaki Bertocchi          | Kawasaki ZX10R     | 22   | +1:34.429 | 20º     | 1     |
| 16º  | 8  | Ivan Clementi   | Team Pedercini              | Ducati 999 RS      | 21   | +1 giro   | 21º     |       |

#### Ritirati
| Nº | Pilota              | Squadra                     | Motocicletta       | Giri | Griglia |
| -- | ------------------- | --------------------------- | ------------------ | ---- | ------- |
| 13 | Vittorio Iannuzzo   | Celani Team Suzuki Italia   | Suzuki GSXR1000 K6 | 17   | 22º     |
| 38 | Shin'ichi Nakatomi  | Yamaha Motor France-Ipone   | Yamaha YZF R1      | 16   | 16º     |
| 3  | Norifumi Abe        | Yamaha Motor France-Ipone   | Yamaha YZF R1      | 14   | 18º     |
| 96 | Harry Van Beek      | Motoport Den Bosch - Suzuki | Suzuki GSXR1000 K2 | 14   | 28º     |
| 7  | Pierfrancesco Chili | D.F.X. Treme                | Honda CBR 1000RR   | 8    | 19º     |
| 20 | Marco Borciani      | Sterilgarda - Berik         | Ducati 999 F05     | 5    | 24º     |
| 18 | Craig Jones         | Foggy Petronas Racing       | Petronas FP1       | 4    | 25º     |
| 76 | Max Neukirchner     | Alstare Eng. Corona Extra   | Suzuki GSXR1000 K6 | 2    | 23º     |
| 80 | Kurtis Roberts      | Team Pedercini              | Ducati 999 RS      | 0    | 27º     |
| 41 | Noriyuki Haga       | Yamaha Motor Italia WSB     | Yamaha YZF R1      | 0    | 2º      |
| 1  | Troy Corser         | Alstare Suzuki Corona Extra | Suzuki GSXR1000 K6 | 0    | 1º      |

### Supersport

#### Arrivati al traguardo
| Pos. | Nº  | Pilota                | Squadra                     | Motocicletta    | Giri | Tempo     | Griglia | Punti |
| ---- | --- | --------------------- | --------------------------- | --------------- | ---- | --------- | ------- | ----- |
| 1º   | 54  | Kenan Sofuoğlu        | Winston Ten Kate Honda      | Honda CBR 600RR | 21   | 41'49.124 | 9º      | 25    |
| 2º   | 11  | Kevin Curtain         | Yamaha Motor Germany        | Yamaha YZF R6   | 21   | +4.581    | 2º      | 20    |
| 3º   | 22  | Kai Børre Andersen    | Hoegee Suzuki               | Suzuki GSX 600R | 21   | +9.241    | 6º      | 16    |
| 4º   | 16  | Sébastien Charpentier | Winston Ten Kate Honda      | Honda CBR 600RR | 21   | +9.489    | 1º      | 13    |
| 5º   | 28  | Arie Vos              | J&E Sport Ten Kate Honda    | Honda CBR 600RR | 21   | +29.994   | 13º     | 11    |
| 6º   | 77  | Barry Veneman         | Hoegee Suzuki               | Suzuki GSX 600R | 21   | +31.858   | 7º      | 10    |
| 7º   | 45  | Gianluca Vizziello    | Yamaha Team Italia          | Yamaha YZF R6   | 21   | +54.312   | 10º     | 9     |
| 8º   | 55  | Massimo Roccoli       | Yamaha Team Italia          | Yamaha YZF R6   | 21   | +56.085   | 11º     | 8     |
| 9º   | 127 | Robbin Harms          | Stiggy Motorsports          | Honda CBR 600RR | 21   | +1'09.735 | 5º      | 7     |
| 10º  | 72  | Stuart Easton         | Manila Grace SC             | Ducati 749 R    | 21   | +1'13.899 | 21º     | 6     |
| 11º  | 8   | Maxime Berger         | Gil Motor Sport             | Kawasaki ZX6RR  | 21   | +1'21.451 | 20º     | 5     |
| 12º  | 145 | Sébastien Le Grelle   | Legrelle - Honda Belgium    | Honda CBR 600RR | 21   | +1'26.458 | 35º     | 4     |
| 13º  | 5   | Alessio Velini        | Umbria Bike                 | Yamaha YZF R6   | 21   | +1'32.137 | 32º     | 3     |
| 14º  | 31  | Vesa Kallio           | SLM Racing                  | Yamaha YZF R6   | 21   | +1'37.377 | 23º     | 2     |
| 15º  | 69  | Gianluca Nannelli     | Manila Grace SC             | Ducati 749 R    | 21   | +1'45.357 | 17º     | 1     |
| 16º  | 27  | Tom Tunstall          | Hardinge Ice Valley M.      | Honda CBR 600RR | 21   | +1'45.957 | 30º     |       |
| 17º  | 3   | Katsuaki Fujiwara     | Megabike Honda              | Honda CBR 600RR | 21   | +1'48.767 | 15º     |       |
| 18º  | 17  | Miguel Praia          | Team Parkalgar              | Honda CBR 600RR | 21   | +2'03.264 | 33º     |       |
| 19º  | 60  | Vladimir Ivanov       | Vector Racing               | Yamaha YZF R6   | 21   | +2'20.260 | 27º     |       |
| 20º  | 25  | Tatu Lauslehto        | Dark Dog Stiggy Motorsports | Honda CBR 600RR | 21   | +3'00.887 | 24º     |       |
| 21º  | 121 | Alessio Aldrovandi    | CRS Grand Prix              | Honda CBR 600RR | 21   | +3'03.119 | 37º     |       |

#### Ritirati
| Nº  | Pilota             | Squadra                     | Motocicletta    | Giri | Griglia |
| --- | ------------------ | --------------------------- | --------------- | ---- | ------- |
| 63  | Lorenzo Alfonsi    | RG Team                     | Yamaha YZF R6   | 16   | 31º     |
| 88  | Julien Enjolras    | Tati Team Beaujolais Racing | Yamaha YZF R6   | 15   | 29º     |
| 38  | Grégory Leblanc    | Vazy Racing                 | Honda CBR 600RR | 13   | 16º     |
| 94  | David Checa        | Yamaha - GMT 94             | Yamaha YZF R6   | 13   | 14º     |
| 37  | William De Angelis | Intermoto Czech Klaffi      | Honda CBR 600RR | 13   | 25º     |
| 116 | Johan Stigefelt    | Dark Dog Stiggy Motorsports | Honda CBR 600RR | 12   | 12º     |
| 21  | Chris Peris        | Bikersdays Yamaha Moto 1    | Yamaha YZF R6   | 11   | 19º     |
| 32  | Yoann Tiberio      | Megabike Honda              | Honda CBR 600RR | 10   | 4º      |
| 93  | Stephane Duterne   | Tati Team Beaujolais Racing | Yamaha YZF R6   | 9    | 34º     |
| 57  | Luka Nedog         | Manila Grace SC             | Ducati 749 R    | 9    | 36º     |
| 18  | Matthieu Lagrive   | Intermoto Czech Klaffi      | Honda CBR 600RR | 8    | 18º     |
| 6   | Mauro Sanchini     | Bikersdays Yamaha Moto 1    | Yamaha YZF R6   | 7    | 22º     |
| 30  | Joan Veijer        | Duntep Racing               | Honda CBR 600RR | 6    | 28º     |
| 73  | Christian Zaiser   | LBR Ducati Racing           | Ducati 749 R    | 6    | 8º      |
| 7   | Stéphane Chambon   | Gil Motor Sport             | Kawasaki ZX6RR  | 3    | 26º     |
| 23  | Broc Parkes        | Yamaha Motor Germany        | Yamaha YZF R6   | 2    | 3º      |
| 15  | Andrea Berta       | SLM Racing                  | Yamaha YZF R6   | 1    | 38º     |

### Superstock 1000

#### Arrivati al traguardo
| Pos. | Nº | Pilota             | Squadra                   | Motocicletta       | Giri | Tempo     | Griglia | Punti |
| ---- | -- | ------------------ | ------------------------- | ------------------ | ---- | --------- | ------- | ----- |
| 1º   | 77 | Claudio Corti      | Yamaha Team Italia        | Yamaha YZF R1      | 13   | 22'58.130 | 2º      | 25    |
| 2º   | 26 | Brendan Roberts    | HP Racing                 | Suzuki GSXR1000 K6 | 13   | +3.461    | 3º      | 20    |
| 3º   | 53 | Alessandro Polita  | Celani Suzuki Italia      | Suzuki GSXR1000 K6 | 13   | +5.718    | 7º      | 16    |
| 4º   | 15 | Matteo Baiocco     | Umbria Bike               | Yamaha YZF R1      | 13   | +6.094    | 9º      | 13    |
| 5º   | 9  | Luca Scassa        | EVR Corse Ormeni Racing   | MV Agusta          | 13   | +7.397    | 6º      | 11    |
| 6º   | 16 | Enrique Rocamora   | RG Team                   | Yamaha YZF R1      | 13   | +7.623    | 14º     | 10    |
| 7º   | 38 | Gilles Boccolini   | PMS Corse                 | Kawasaki ZX 10R    | 13   | +8.007    | 10º     | 9     |
| 8º   | 8  | Loic Napoleone     | Celani Suzuki Italia      | Suzuki GSXR1000 K6 | 13   | +8.557    | 15º     | 8     |
| 9º   | 57 | Ilario Dionisi     | Unionbike GiMotosports    | MV Agusta          | 13   | +8.596    | 4º      | 7     |
| 10º  | 50 | David Johnson      | RT Motorsport             | Yamaha YZF R1      | 13   | +10.275   | 8º      | 6     |
| 11º  | 32 | Sheridan Morais    | EMS Racing                | Suzuki GSXR1000 K6 | 13   | +16.091   | 11º     | 5     |
| 12º  | 5  | Riccardo Chiarello | Berry Racing              | Kawasaki ZX 10R    | 13   | +16.188   | 16º     | 4     |
| 13º  | 47 | Richard Cooper     | MS Racing                 | Honda CBR 1000RR   | 13   | +16.396   | 18º     | 3     |
| 14º  | 99 | Danilo Dell'Omo    | T.C.M. Team Cruciani Moto | Suzuki GSXR1000 K6 | 13   | +17.802   | 13º     | 2     |
| 15º  | 40 | Hervé Gantner      | Azione Corse              | Honda CBR 1000RR   | 13   | +24.357   | 20º     | 1     |
| 16º  | 24 | Marko Jerman       | MD Team Jerman            | Suzuki GSXR1000 K6 | 13   | +32.870   | 25º     |       |
| 17º  | 73 | Simone Saltarelli  | Team Trasimeno            | Yamaha YZF R1      | 13   | +34.723   | 24º     |       |
| 18º  | 35 | Allard Kerkhoven   | Oliveira Suzuki           | Suzuki GSXR1000 K6 | 13   | +40.997   | 31º     |       |
| 19º  | 64 | Didier Heyndrickx  | Racing Dirk Van Mol       | Suzuki GSX1000 K6  | 13   | +41.287   | 28º     |       |
| 20º  | 90 | Diego Ciavattini   | Team Trasimeno            | Yamaha YZF R1      | 13   | +42.886   | 26º     |       |
| 21º  | 44 | Roberto Lunadei    | 44 Racing                 | Yamaha YZF R1      | 13   | +45.427   | 17º     |       |
| 22º  | 34 | Mark Pollock       | EMS Racing                | Suzuki GSXR1000 K6 | 13   | +1'25.718 | 33º     |       |
| 23º  | 18 | Eric van Bael      | SRC Racing                | Suzuki GSXR1000 K6 | 13   | +1'32.373 | 35º     |       |

#### Ritirati
| Nº | Pilota              | Squadra                   | Motocicletta       | Giri | Griglia |
| -- | ------------------- | ------------------------- | ------------------ | ---- | ------- |
| 11 | Denis Sacchetti     | PSG-1 Kawasaki Corse      | Kawasaki ZX 10R    | 12   | 5º      |
| 12 | Leonardo Biliotti   | EVR Corse Ormeni Racing   | MV Agusta          | 12   | 21º     |
| 17 | Cedric Tangre       | Yohann Moto Sport         | Suzuki GSXR1000 K6 | 12   | 23º     |
| 49 | Jarno van der Marel | Hoegee Suzuki Racing      | Suzuki GSXR750 K6  | 12   | 19º     |
| 31 | Giuseppe Barone     | TCM Gi.Motor              | Suzuki GSXR1000 K6 | 12   | 27º     |
| 14 | Mauro Belliero      | Azione Corse              | Honda CBR 1000RR   | 11   | 32º     |
| 21 | Leon Bovee          | Piet Geluk Racing         | Suzuki GSXR1000 K6 | 11   | 30º     |
| 96 | Matěj Smrž          | MS Racing                 | Honda CBR 1000RR   | 10   | 12º     |
| 55 | Olivier Depoorter   | Autophone Racing          | Yamaha YZF R1      | 9    | 22º     |
| 71 | Petter Solli        | Solli Racing              | Yamaha YZF R1      | 3    | 34º     |
| 20 | Fabrizio Perotti    | Lightspeed Kawasaki Supp. | Kawasaki ZX 10R    | 1    | 29º     |
| 86 | Ayrton Badovini     | Biassono - Unionbike      | MV Agusta          | 0    | 1º      |

### Superstock 600

#### Arrivati al traguardo
| Pos. | Nº  | Pilota                   | Squadra                     | Motocicletta    | Giri | Tempo     | Griglia | Punti |
| ---- | --- | ------------------------ | --------------------------- | --------------- | ---- | --------- | ------- | ----- |
| 1º   | 59  | Niccolò Canepa           | Ducati Xerox Junior         | Ducati 749 R    | 11   | 19'59.402 | 1º      | 25    |
| 2º   | 19  | Xavier Siméon            | Alstare Suzuki Corona Extra | Suzuki GSX 600R | 11   | +0.139    | 2º      | 20    |
| 3º   | 10  | Davide Giugliano         | Lightspeed Kawasaki Supp.   | Kawasaki ZX6RR  | 11   | +1.796    | 3º      | 16    |
| 4º   | 8   | Andrea Antonelli         | Junior Team Italia Honda    | Honda CBR 600RR | 11   | +3.740    | 5º      | 13    |
| 5º   | 41  | Gregory Junod            | TKR Suzuki Switzerland      | Suzuki GSX 600R | 11   | +22.768   | 9º      | 11    |
| 6º   | 43  | Nigel Walraven           | Amici Racing                | Suzuki GSX 600R | 11   | +24.943   | 10º     | 10    |
| 7º   | 89  | Domenico Colucci         | Ducati Xerox Junior         | Ducati 749 R    | 11   | +25.203   | 12º     | 9     |
| 8º   | 37  | Andrzej Chmielewski      | Trasimeno Junior            | Yamaha YZF R6   | 11   | +32.439   | 18º     | 8     |
| 9º   | 30  | Michaël Savary           | Millet Racing Yamaha J.     | Yamaha YZF R6   | 11   | +32.677   | 21º     | 7     |
| 10º  | 199 | Gregg Black              | Vazy Racing                 | Honda CBR 600RR | 11   | +32.748   | 14º     | 6     |
| 11º  | 31  | Lennart van Houwelingen  | Some Racing                 | Suzuki GSX 600R | 11   | +34.208   | 15º     | 5     |
| 12º  | 69  | Ondřej Ježek             | Gold Fren Team Erinac       | Kawasaki ZX6RR  | 11   | +37.403   | 16º     | 4     |
| 13º  | 56  | Daniel Sutter            | Peko Racing                 | Honda CBR 600RR | 11   | +37.781   | 11º     | 3     |
| 14º  | 77  | Barry Burrell            | MS Racing                   | Honda CBR 600RR | 11   | +37.867   | 19º     | 2     |
| 15º  | 44  | Cristiano Erbacci        | 44 Racing                   | Yamaha YZF R6   | 11   | +41.279   | 27º     | 1     |
| 16º  | 96  | Marcel van Nieuwenhuizen | Probikes Motorsport         | Yamaha YZF R6   | 11   | +42.459   | 22º     |       |
| 17º  | 55  | Vincent Lonbois          | SRC Racing                  | Suzuki GSX 600R | 11   | +48.416   | 31º     |       |
| 18º  | 99  | Roy Ten Napel            | Lian Products Racing        | Yamaha YZF R6   | 11   | +48.755   | 4º      |       |
| 19º  | 21  | Franck Millet            | Millet Racing Yamaha J.     | Yamaha YZF R6   | 11   | +48.783   | 23º     |       |
| 20º  | 84  | Bostjan Pintar           | Inotherm Racing             | Yamaha YZF R6   | 11   | +56.657   | 26º     |       |
| 21º  | 35  | Ronald ter Braake        | Pajic-Kawasaki RT           | Kawasaki ZX6RR  | 11   | +56.900   | 8º      |       |
| 22º  | 46  | Leon Hunt                | Beowulf Motorsport          | Yamaha YZF R6   | 11   | +57.157   | 29º     |       |
| 23º  | 63  | Patrizio Valsecchi       | Team Trasimeno              | Yamaha YZF R6   | 11   | +1'04.489 | 32º     |       |
| 24º  | 18  | Matt Bond                | Mist Suzuki                 | Suzuki GSX 600R | 11   | +1'21.191 | 25º     |       |
| 25º  | 28  | Yannick Guerra           | Holiday Gym                 | Yamaha YZF R6   | 11   | +1'26.242 | 35º     |       |
| 26º  | 25  | Patrik Vostarek          | Intermoto Czech Klaffi      | Honda CBR 600RR | 10   | +1 giro   | 34º     |       |
| 27º  | 33  | Alessandro Colatosti     | PSG-1 Kawasaki Corse J.     | Kawasaki ZX6RR  | 10   | +1 giro   | 17º     |       |
| 28º  | 42  | Sam van Rens             | Pajic-Kawasaki RT           | Kawasaki ZX6RR  | 10   | +1 giro   | 20º     |       |

#### Ritirati
| Nº | Pilota            | Squadra                  | Motocicletta    | Giri | Griglia |
| -- | ----------------- | ------------------------ | --------------- | ---- | ------- |
| 24 | Daniele Beretta   | DBG Racing               | Suzuki GSX 600R | 3    | 7º      |
| 88 | Mads Odin Hodt    | Hodt As Racing           | Yamaha YZF R6   | 3    | 24º     |
| 16 | Chris Northover   | Mist Suzuki              | Suzuki GSX 600R | 2    | 30º     |
| 7  | Renato Costantini | Junior Team Italia Honda | Honda CBR 600RR | 0    | 13º     |
| 34 | Alexander Lundh   | Stiggy Motorsports       | Honda CBR 600RR | 0    | 6º      |